# Olimpíada Brasileira de Economia

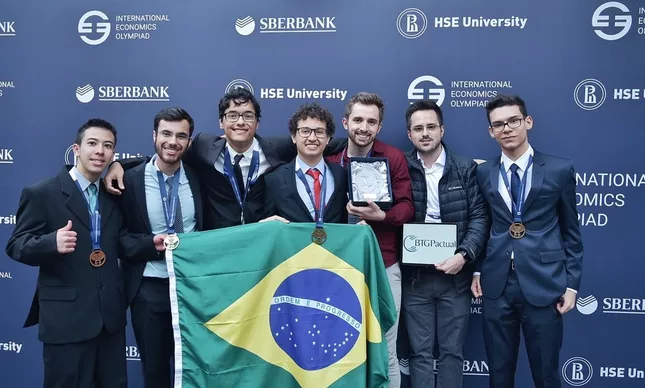
Delegação Brasileira da Olímpiada Internacional de Economia de 2019 após ter sido campeã mundial pela primeira vez.

A Olimpíada Brasileira de Economia (OBECON) é uma das olimpíadas de conhecimento do Brasil. A OBECON tem como objetivo incentivar o estudo das ciências econômicas para estudantes do Ensino Médio através de uma competição em que os participantes resolvem problemas nas áreas de Economia, Finanças e Negócios. O evento também seleciona para a Olimpíada Internacional de Economia.
Criada em 2017, a OBECON acumula 34 medalhas internacionais, 4 troféus mundiais, mais de 20 mil de alunos participantes  e instituições parceiras como a FGV, o Insper e o BTG Pactual.  A OBECON é desenhada para que todos os alunos do Ensino Médio possam participar, independentemente de já terem ou não estudado Economia previamente. Questões abordam fundamentos básicos e tentam inspirar o aluno a observar o mundo sob uma perspectiva analítica e econômica.
Ao lado da Olimpíada Brasileira de Linguística, da Sapientia - Olimpíada do Futuro e da Vitalis - Olimpíada Brasileira de Medicina, a Olimpíada Brasileira de Economia compõe a Liga Olimpíca. A OBECON é realizada pelo Instituto Vertere.  A OBECON também tem como parceiro o Ministério de Ciência, Tecnologia e Inovações.

## Participação
A participação na OBECON é individual e gratuita. Isso significa que cada estudante pode se inscrever por conta própria, sem depender da sua escola. A OBECON possui duas categorias de participação:
- Categoria Oficial: para estudantes regularmente matriculados no Ensino Médio, recém-formados, ou no nono ano do Ensino Fundamental.
- Categoria Aberta: qualquer pessoa, de qualquer idade, desde que não seja elegível para a Categoria Oficial.

As provas são idênticas a ambas categorias, mas os participantes de cada uma competem em universos distintos. Apenas a Categoria Oficial seleciona para a Olimpíada Internacional de Economia. 

## Fases

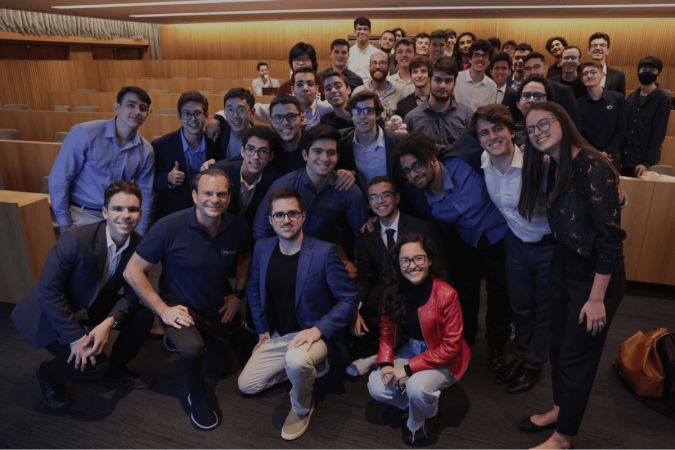
Participantes da Terceira Fase da OBECON 2022 no Banco BTG Pactual.

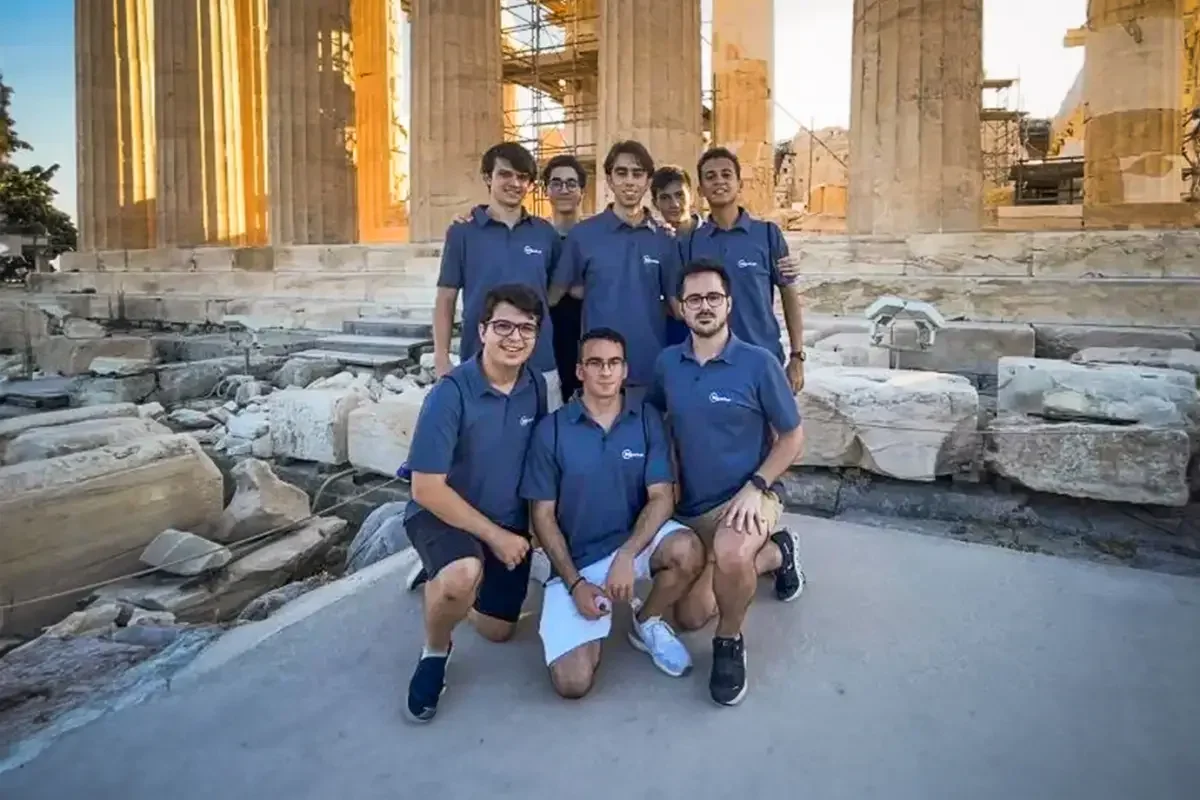
Delegação Brasileira da Olímpiada Internacional de Economia de 2024 em frente a Acrópole (Grécia).

A partir da edição de 2019, a OBECON é estruturada da seguinte forma, em três etapas: a cada fase o número de participantes diminui, enquanto aumentam a complexidade e o aprofundamento dos problemas. Cada fase possui seu caráter e enfoque único.

### Primeira Fase (online)
Para a Primeira Fase, qualquer pessoa pode participar, basta se inscrever. A prova contém 40 questões de múltipla escolha, com uma duração de cerca de 4 horas. Geralmente, o estudante possui sete dias disponíveis para escolher quando realizará a prova da Primeira Fase. A prova é realizada de forma online, podendo ser acessada tanto pelo computador – no site da OBECON, quanto pelo celular – no aplicativo da OBECON disponível para Android e iOS. Ocorre, geralmente, em março ou abril. A nota da Primeira Fase corresponde a 10% da pontuação final dos participantes. Devido ao formato online, alguns problemas também contêm vídeos, músicas e imagens diversas.

### Segunda Fase (em papel ou online)
Participam da Segunda Fase cerca dos 10% melhores estudantes da Primeira Fase. A prova contém tanto questões discursivas como questões objetivas e tem uma duração de 4 horas. A prova era realizada presencialmente, em diversos pólos regionais designados pela OBECON. Com a pandemia de COVID-19, a prova passou a ser online feita através de videoconferência com monitoramento. A nota da Segunda Fase corresponde a 45% da pontuação final dos participantes. Cerca dos 40 melhores colocados passam então à Terceira Fase.

### Terceira Fase (presencial ou online)
Após a premiação realizada na Segunda Fase, são convidados a participar cerca de 40 estudantes da Categoria Oficial (Ensino Médio) com as melhores notas acumuladas. A Terceira Fase dura cerca de quatro dias e é realizada por volta de junho ou julho. Os estudantes se encontram presencialmente na cidade de São Paulo. Devido à pandemia de COVID-19, a Terceira Fase foi realizada de forma virtual através de um Campus Online durante os anos de 2020 e 2021 . O evento tipicamente começa com uma série de palestras e mesas sobre economia no mercado financeiro, na academia e nas políticas públicas. São formados grupos com cerca de cinco integrantes cada, e os participantes são desafiados a resolver um caso de negócios prático e apresentar a sua solução perante um júri.

### Participação na Olimpíada Internacional de Economia
Todos os anos, os cinco alunos com maiores notas na OBECON formam o grupo que vai representar na Olimpíada Internacional de Economia (IEO), que já foi sediada por vários páises ao redor do mundo, incluindo mais recentemente a Grécia (2023) e Hong Kong (2024). O Brasil, muito motivado pelo alto nível da preparação e apoio dos patrocinadores, é referência na Olímpiad Internacional de Economia como o país com mais pódios. 

## Principais Repercussões

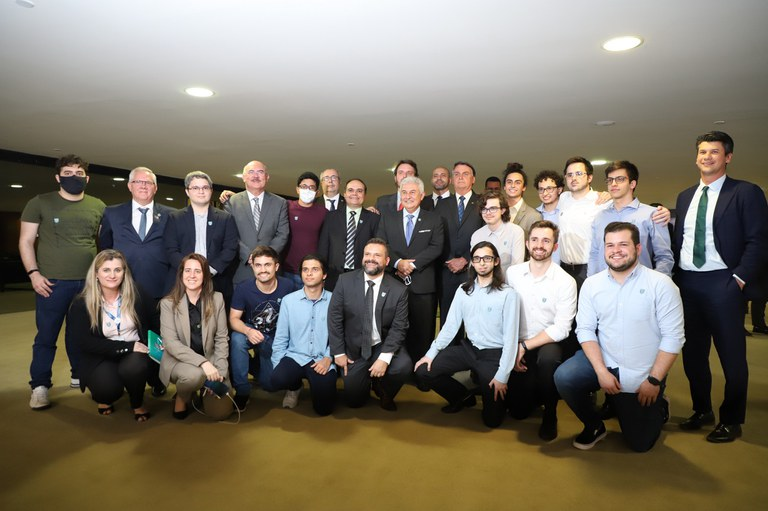
Estudantes das olímpiadas internacionais de Economia e Matemática recebidos pelo Presidente Jair Bolsonaro.

Devido às conquistas nacionais e internacionais da OBECON, diversos veículos de mídia, assim como autoridades públicas e privadas, participaram de eventos em conjunto com a olimpíada.
Em 2020, após ser campeã mundial pela segunda vez em sua história, a delegação brasileira da Olimpíada Internacional de Economia foi recebida pelo presidente da república Jair Bolsonaro e seu ministro da Economia, Paulo Guedes, em um evento que demonstrou a força do Brasil e da OBECON no cenário competitivo internacional.
Em 2021, após a conquista do terceiro título mundial, o ministro da Ciência e Tecnologia, Marcos Pontes, recebeu os jovens vencedores.
Em 2023, seguindo a grande repercussão do tetracampeonato brasileiro, os representantes da delegação brasileira foram convidados a conhecer o presidente do Banco Central, Roberto Campos Neto, além de serem entrevistados no Jornal Nacional.  